# Duwanka (rejon kupiański)
Duwanka (ukr. Дуванка) – wieś na Ukrainie, w obwodzie charkowskim, w rejonie kupiańskim. W 2001 liczyła 38 mieszkańców, spośród których 33 posługiwało się językiem ukraińskim, a 5 rosyjskim.